# Mstitel s černou maskou
Mstitel s černou maskou (v originále K-20 怪人二十面相・伝 Kē-Tuentī: Kaijin Nijū Mensō Den) je japonský akční film z roku 2008, režie se ujal Šimako Sató, dílo je založeno na knize Knadži Mensó Den a jejím pokračování Kandží Mensó Den: Seidó no Madži od Só Kitamury. Film byl uveden 20. prosince 2008.

## Místo
Film se odehrává v letech 1948-1949 alternativní historie. 2. světová válka neproběhla a japonská monarchie vzkvétá tak, jako od konce 19. století, ve fiktivním hlavním městě Teito. V této době je obrovská propast mezi šlechtou, která vlastní 90% bohatství a chudinou, žijící v chatrčích. Pravé křídlo armády ve spolupráci s Vojensko-průmyslovým komplexem vyvinulo energetickou zbraň podobnou teslovým zařízením, z nichž je nejpodobnější Teslovu transformátoru a Wardenclyffeské věži.
Toto zařízení je schopné způsobit katastrofu podobnou té, která se stala 30. června 1908 na Sibiři a která vešla ve známost jako tunguzský meteorit.
Ve městě ale řádí podivný zloděj, který krade jen bohatým, trochu Robin Hood, částečně Spider-Man a částečně Shadow postava s magickou mocí. Přezdívají mu K - 20 (Kaidžin Nidžu Mensó, česky Ďábel dvaceti tváří).

## Děj
Endo Heikiči (Kaneširo Takeši) se živí, jako cirkusový akrobat, jednoho dne je oklamán starým mužem, ten jej požádá aby pořídil fotografie ze zásnubního obřadu mezi bohatou Hašiba Yoko (Matsu Takakao) a neméně bohatým a úspěšným detektivem Akeči Kogorou (Nakamura Toru). K tomuto účelu je mu dán miniaturní fotoaparát, který ve skutečnosti obsahuje dálkové ovládání k bombě, která je umístěna ve stejné budově.
Následkem otřesu a palby příslušníků policie do skleněné kopule, přes kterou pořizoval fotografie propadne do místnosti, kde probíhá obřad. Je zatčen a uvězněn, jako K - 20.
Při převozu je Heikiči osvobozen zloději pod vedením jeho přítele z cirkusu, v podstatě unesou celé auto i s kusem mostu.
Heikiči se rozhodne, že bude s K - 20 bojovat. Jedné noci pomůže Yoko, kterou pronásleduje K - 20 s její pomocí pak pomůže přesvědčit Kogoru, že on není K - 20, společně se jej snaží chytit a očistit tak Heikičiho.
Podaří se jim rozluštit tajemství toho, proč K - 20 tolik prahne po replice slavného obrazu Babilonské věže, přičemž před tím kradl jen originály. Pod samotnou malbou se totiž ukrývá klíč k paprsku smrti, respektive návod, jak sestavit klíč, kterým je dřevěný hlavolam.
Paprsek smrti se nachází ve stejné výškové budově, jako se konaly zásnuby, Heikiči se svým přítelem chtějí přístroj zničit, ovšem na místo se dostaví i K - 20, který jej chce použít pro vytvoření nového světa. Během souboje Heikiči strhne K - 20 masku, pod níž se ukrývá Akeči Kogora. Zařízení je však poškozeno natolik, že není schopno zasáhnout jiný cíl, než samo sebe, při tom zabije i K - 20.
Z Heikičiho se pak stává nový K - 20.